# Megachile apicalis
Megachile apicalis är en biart som beskrevs av Maximilian Spinola 1808. Megachile apicalis ingår i släktet tapetserarbin, och familjen buksamlarbin. Inga underarter finns listade i Catalogue of Life.